# Stosunki sanmaryńsko-włoskie
Stosunki sanmaryńsko-włoskie. Od 1861 roku jedynym sąsiadem San Marino są Włochy, które otaczają to państwo ze wszystkich stron. Artykuł omawia stosunki pomiędzy Republiką San Marino a Republiką Włoch (wcześniej Królestwem Włoch) od czasów walk o zjednoczenie Włoch w XIX w.

## Historia

### Stan na początku XIX wieku i walki o zjednoczenie Włoch
W 1815 roku na kongresie wiedeńskim zdecydowano o powrocie do granic sprzed podbojów Napoleona Bonaparte. Na Półwyspie Apenińskim występowały jednak tendencje zjednoczeniowe, sprzeczne z tym traktatem. Samo San Marino nie brało oficjalnie udziału w walkach o zjednoczenie Włoch, jednakże udzieliło azylu około 1000 uchodźcom. Jednocześnie w walkach o Rimini brali udział obywatele San Marino.
Na początku lipca 1849 San Marino udzieliło pomocy wycieńczonemu oddziałowi Garibaldiego udającemu się do Wenecji. Aby nie zadrażniać stosunków z Austrią, żołnierzom zakazano wstępu na teren samej republiki, mimo to wojska Garibaldiego weszły na teren Republiki San Marino w nocy z 30 na 31 lipca 1849. Sam Garibaldi prosił kapitanów regentów San Marino o mediację z Austrią. Kapitan regent Domenico Maria Belzoppi udzielił pomocy i obiecał mediację, w zamian za co Garibaldi zobowiązał się do przestrzegania prawa San Marino oraz rozwiązania oddziału, co uczynił już 31 lipca. Austriacy nie podjęli jednak mediacji i zażądali rozbrojenia oddziału oraz wydania ich broni i Garibaldiego, na skutek czego Garibaldi wraz z żoną i około 200 najbliższych towarzyszy uciekli z San Marino.

### 1861–1914
W marcu 1861 roku Włochy były już w większości zjednoczone i zajmowały obszar zbliżony do dzisiejszego. Pozostawienie enklawy w postaci San Marino było ewenementem i nie było zgodne z koncepcją jednolitych Włoch.
Pierwszy traktat regulujący stosunki sąsiedzkie został podpisany 22 marca 1862. Układ o przyjaźni, dobrym sąsiedztwie i handlu gwarantował wiele praw bardziej typowych dla unii niż dla dwóch niezależnych państw. Gwarantował między innymi brak kontroli paszportowej oraz swobodę handlu, wspólną politykę zagraniczną, jednocześnie uznawał jednak oba kraje za niezależne i suwerenne.
Do 1880 podpisano wiele innych umów dotyczących różnych aspektów współpracy między krajami.

### 1914–1945
Podczas I wojny światowej San Marino pozostało neutralne, jednakże udzielało azylu uchodźcom, głównie Włochom. Po I wojnie światowej w San Marino do głosu doszły, podobnie jak we Włoszech, idee faszystowskie. W 1926 roku doszło do pierwszej oficjalnej wizyty przywódcy Włoch Benito Mussoliniego w San Marino. W 1939 roku podpisano IV układ o przyjaźni, w którym poruszono kwestię oficjalnych przedstawicielstw dyplomatycznych.
Podczas II wojny światowej San Marino ponownie pozostawało neutralne i udzielało schronienia uchodźcom, głównie Włochom.
21 sierpnia 1944 San Marino wypowiedziało wojnę Niemcom.

### Po 1945
W lipcu 1949 San Marino otworzyło kasyno. Spotkało się to z krytyczną reakcją włoskich władz, gdyż we Włoszech hazard był nielegalny. Na przełomie 1949 i 1950 Włochy zablokowały granicę z San Marino. Kasyno zostało zamknięte w 1951. W 1953 doszło do zawarcia umowy, w myśl której zrezygnowano z tworzenia kasyn również w San Marino.
W kwietniu 1979 otwarto ambasadę Włoch w San Marino, a rok później ambasadę San Marino w Rzymie. Była to pierwsza ambasada w San Marino i pierwsza ambasada San Marino na świecie.

## Umowy sanmaryńsko-włoskie
- 1862 – Układ o przyjaźni, dobrym sąsiedztwie i handlu[6].
- 27 marca 1872 – Porozumienie o sprawach związanych z przestępstwami natury fiskalnej[6].
- 1897 – III układ o przyjaźni, dobrym sąsiedztwie i handlu[6].
- 2 maja 1879 – Konwencja telegraficzna[7].
- 31 marca 1939 – IV układ o przyjaźni, dobrym sąsiedztwie i handlu[8].
- 1971 – V układ o przyjaźni, dobrym sąsiedztwie i handlu[11].

## Oficjalne wizyty
1926 – Wizyta Benito Mussoliniego.

## Placówki dyplomatyczne
Oba kraje mają swoje ambasady w stolicach, San Marino w Rzymie, a Włochy w San Marino.